# Elatophilus dimidiatus
Elatophilus dimidiatus är en insektsart som först beskrevs av Van Duzee 1921.  Elatophilus dimidiatus ingår i släktet Elatophilus och familjen näbbskinnbaggar. Inga underarter finns listade i Catalogue of Life.